# قوسشی
قوسشی (انگلیسی: Qosshy) یک شهر در استان آق‌مولای کشور قزاقستان است.